# Bi Kidude
Bi Kidude est le nom de scène de Fatuma binti Baraka, chanteuse de taarab originaire du Zanzibar, née aux alentours de 1910 et morte le 17 avril 2013. Une des artistes les plus célèbres et influentes d'Afrique de l'Est, elle s'est produite dans le monde entier.

## Biographie
Son nom de scène signifie « petite chose » ou « petite grand-mère » en kiswahili,.
Sa date de naissance et le récit de ses premières années ne sont pas connus de manière certaine. Elle est née dans une famille pauvre du village de Mfagimaringo. Son père était vendeur de noix de coco. Dès son plus jeune âge, elle transgresse les normes sociales et les rôles de genre. Elle s'initie au taraab en écoutant les marins arabes au port pendant la saison du commerce de la mousson et se décrit elle-même comme une « voleuse de taraab ». À 13 ans, elle fuit Zanzibar vers le continent pour échapper à un mariage forcé. Elle y fait la rencontre de Siti binti Saad sous la protection de qui elle se met à chanter dans toute l'Afrique de l'Est,. Après sa mort, elle compose son propre répertoire à partir des chansons de Siti binti Saad autour desquelles elle improvise librement. Elle devient rapidement célèbre grâce à son grain de voix unique. Ses chansons aux paroles parfois sexuellement explicites moquent aussi les hommes.
Elle est l'une des premières femmes zanzibari à se produire en public et sans voile. De confession musulmane, elle se marie et divorce deux fois, et revendique toute sa vie son goût pour l'alcool et le tabac.
Bi Kidude est également une guérisseuse et herboriste réputée. Des docteurs de l'Hôpital de Zanzibar faisaient appel à elle afin de se fournir en remèdes phytothérapeutiques pour leurs patients. Bi Kidude anime des cérémonies d'Unyago, rite initiatique qui marque le passage des jeunes filles à l'âge adulte.
En 2006, un documentaire intitulé As old as my tongue: the myth and life of Bi Kidude lui est consacré par le réalisateur britannique Andy Jones qui l'a suivie pendant trois ans. En 2015, le même cinéaste réaliste le documentaire I Shot Bi Kidude, où il explore les mystères autour de l'enlèvement de la chanteuse quelques mois avant sa mort.
Au cours de sa carrière, elle a chanté notamment avec les orchestres Shikamoo Jazz, The Twinkling Stars, Culture Musical Club,.
Elle continue à chanter et à se produire en public dans de nombreux pays presque jusqu'à sa mort à plus de cent ans. Musicienne de scène avant tout, elle a produit peu d'enregistrements en comparaison avec l'importance de son œuvre.

## Albums et enregistrements
- Zanzibar, Retroafric recordings, 1994
- Machozi ya Huba, Heartbeat Records, 2003
- Zanzibara 4. Bi Kidude: The Diva Of Zanzibari Music, Buda Records, 2006

## Prix et récompenses
- 1999 : Lifetime Achievement Award for Contribution to the Arts au Festival du film de Zanzibar[10],[12].
- 2005 : prix World Music Expo (en) (Womex) qui vient récompenser sa « contribution extraordinaire à la musique et à la culture de Zanzibar »[13],[14].
- 2011 : Prix "Best Collaboration & Best Traditional Song" pour Ahmada avec Offside trick aux Tanzania Music Awards.

## Films biographiques
- As Old As my Tongue: the Myth and Life of Bi Kidude, ScreenStation Productions et Busara Promotions, 2006